# Gouvernement Boni I
 (janvier 2025).
La mise en forme du texte ne suit pas les recommandations de Wikipédia : il faut le « wikifier ».
Les points d'amélioration suivants sont les cas les plus fréquents. Le détail des points à revoir est peut-être précisé sur la page de discussion.
- Les titres sont pré-formatés par le logiciel. Ils ne sont ni en capitales, ni en gras.
- Le texte ne doit pas être écrit en capitales (les noms de famille non plus), ni en gras, ni en italique, ni en « petit »…
- Le gras n'est utilisé que pour surligner le titre de l'article dans l'introduction, une seule fois.
- L'italique est rarement utilisé : mots en langue étrangère, titres d'œuvres, noms de bateaux, etc.
- Les citations ne sont pas en italique mais en corps de texte normal. Elles sont entourées par des guillemets français : « et ».
- Les listes à puces sont à éviter, des paragraphes rédigés étant largement préférés. Les tableaux sont à réserver à la présentation de données structurées (résultats, etc.).
- Les appels de note de bas de page (petits chiffres en exposant, introduits par l'outil «  Source ») sont à placer entre la fin de phrase et le point final[comme ça].
- Les liens internes (vers d'autres articles de Wikipédia) sont à choisir avec parcimonie. Créez des liens vers des articles approfondissant le sujet. Les termes génériques sans rapport avec le sujet sont à éviter, ainsi que les répétitions de liens vers un même terme.
- Les liens externes sont à placer uniquement dans une section « Liens externes », à la fin de l'article. Ces liens sont à choisir avec parcimonie suivant les règles définies. Si un lien sert de source à l'article, son insertion dans le texte est à faire par les notes de bas de page.
- La présentation des références doit suivre les conventions bibliographiques. Il est recommandé d'utiliser les modèles {{Ouvrage}}, {{Chapitre}}, {{Article}}, {{Lien web}} et/ou {{Bibliographie}}. Le mode d'édition visuel peut mettre en forme automatiquement les références.
- Insérer une infobox (cadre d'informations à droite) n'est pas obligatoire pour parachever la mise en page.

Pour une aide détaillée, merci de consulter Aide:Wikification.
Si vous pensez que ces points ont été résolus, vous pouvez retirer ce bandeau et améliorer la mise en forme d'un autre article.
Le 8 avril 2006, Thomas Boni Yayi, président du Bénin du 6 avril 2006 au 6 avril 2016, a présenté son premier gouvernement, composé de 22 membres, après avis consultatif du bureau de l’Assemblée nationale. 
Cinq femmes occupent alors des postes ministériels. Le gouvernement a été par la suite modifié à plusieurs reprises.

## Gouvernement au 9 janvier 2007
Le 9 janvier 2007, il se compose de 23 membres et se présente comme suit : 
- Ministre d'État Chargé du Développement et de l’Évaluation de l'Action publique : Pascal Irenée Koupaki ;
- Ministre de l’Agriculture de l’Élevage et de la Pêche : Roger Dovonou ;
- Ministre du Commerce et de l’Industrie : Grégoire Akofodji ;
- Ministre des Mines de l’Énergie et de l’Eau : Lafia Saka ;
- Ministre d'État chargé de la Défense nationale : Issifou Kogui N'Douro ;
- Ministre de l'Intérieur et de la Sécurité Publique : Félix T. Hessou ;
- Ministre des Affaires étrangères de la Francophonie et des Béninois de l’extérieur : Moussa Okanla ;
- Ministre de la Justice, de la Législation et des Droits de l'homme : Anani Kassa Gazard ;
- Ministre de la Santé : Kessilé Tchala ;
- Ministre de l’Environnement et de la Protection de la Nature : Julien Koudénoukpo Biaou ;
- Ministre de l’Enseignement supérieur et de la recherche scientifique : Vicentia Boco  ;
- Ministre des Enseignements maternels et  primaire : Christine Ouinssavi Nougbode ;
- Ministre du Travail et de la fonction publique : Emmanuel Tiando ;
- Ministre de la Jeunesse, des Sports et Loisirs : Ganiou Soglo ;
- Ministre de la Culture du Tourisme et de l’Artisanat : Soumanou Toléba ;
- Ministre de la Promotion de la Femme, de l’Enfant et de la Famille : Gnimbéré Dansou ;
- Ministre de la Réforme administrative et institutionnelle : Sina Bio Gounou ;
- Ministre délégué chargé de la Communication et des nouvelles technologies auprès du président de la République : Désiré Goundé Adadja ;
- Ministre de la Décentralisation, des collectivités locales et de l'Administration territoriale : Issa Démolé Moko ;
- Ministre délégué chargé de la Micro Finance de la Promotion des PME et de l'Emploi des Jeunes et des Femmes : Sakinatou Abdou Alfa Orou Sidi ;
- Ministre délégué auprès du président de la République chargé des Travaux publics et des Transports : Abraham Zinzindohoué ;
- Ministre chargé des Relations avec les Institutions, porte-parole du gouvernement : Alexandre Jean Hountondji ;
- Ministre délégué chargé de l'Urbanisme, des logements, de la Réforme foncière et de la lutte contre l'érosion côtière : François Noudegbessi ;
- Ministre de l'Enseignement secondaire et professionnel : Bernadette Sohoudji Agbossou.

## Composition au 18 juin 2007
Le 18 juin 2007, Boni Yayi a procédé à un profond remaniement de son gouvernement en haussant à vingt-six le nombre de porte-feuilles ministériels, contre vingt-deux dans le précédent.
Voici la liste des membres de ce gouvernement soumis à l'avis du Bureau de l'Assemblée nationale : 
- Ministre d'État, chargé de l'Économie, de la Prospective, du Développement et de l’Évaluation de l'Action publique : Koupaki Irénée (ancien)
- Ministre d'État, chargé de la Défense nationale : Kogui N'Douro Issifou (ancien)
- Ministre de l'Intérieur et de la Sécurité publique : général Hessou Félix (nouveau)
- Ministre de la Décentralisation, des Collectivités locales et de l'Aménagement du territoire : Démolé Issa Moko (nouveau)
- Ministre des Affaires étrangères, de l'Intégration africaine, de la Francophonie et des Béninois de l'extérieur : Okanla Moussa (nouveau)
- Ministre des Finances : Lawani Soulé Mana (nouveau)
- Ministre de l'Agriculture, de l’Élevage et de la Pêche : Dovonou Roger (ancien)
- Ministre de l'Industrie, du Commerce et des Petites et Moyennes entreprises : Akofodji Grégoire (nouveau)
- Ministre des Mines, de l’Énergie et de l'Eau : Lafia Sacca (nouveau)
- Ministre de la Santé : Tchala Kessile (nouveau)
- Ministre de l'Enseignement primaire, de l'Alphabétisation et des langues nationales : Christine Ouinsavi (nouveau)
- Ministre des Enseignements secondaires et de la formation technique et professionnelle : Bernadette Sohoudji Agbossou (nouveau)
- Ministre de l'Enseignement supérieur et de la Recherche scientifique : Bocco Vicientia (nouveau)
- Ministre du Travail et de la Fonction publique : Tiando Emmanuel (ancien)
- Ministre de la Jeunesse, des Sports et Loisirs : Soglo Ganiou (nouveau)
- Ministre de la Culture, du Tourisme et de l'Artisanat : Toléba Soumanou (ancien)
- Ministre de la Famille et de l'Enfant : Dansou Gnimbéré (nouveau)
- Ministre de la Réforme administrative et institutionnelle : Sinan Bio Gounou Idrissou (ancien)
- Ministre de l'Environnement et de la Protection de la nature : Koudenoukpo Biaou Juliette (nouveau)
- Ministre de la Microfinance et de l'Emploi des jeunes et des femmes : Sakinatou Abdou Alfa Orou Sidi  (ancien)
- Ministre de l'Urbanisme, de l'Habitat, de la Réforme foncière et de la Lutte contre l'érosion côtière : Noudegbessi François Gbènoukpo (ancien)
- Garde des Sceaux, ministre de la Justice, de la Législation et des droits de l'Homme : Anani Cassa Gustave (nouveau)
- Ministre chargé des Relations avec les Institutions, Porte- Parole du gouvernement : Hountondji Alexandre (nouveau)
- Ministre délégué auprès du président de la République chargé des Technologies de l'information et de la Communication : Adadja Désiré (nouveau)
- Ministre délégué auprès du président de la République, chargé des Transports et des Travaux publics : Armand Zinzindohoué (nouveau)
- Ministre délégué auprès du ministre des Finances, chargé du Budget : Houngbo Albert Segbegnon (nouveau).

Sévérine Lawson, magistrate de profession, est nommée agente judiciaire du Trésor le 22 juillet 2007 par décret.

## Composition au 22 octobre 2008
Le 22 octobre 2008, à la suite d'un nouveau remaniement ministériel, le gouvernement fut composé de 30 personnes dont 4 femmes. Tous les 12 départements y étaient représentés par au moins deux ministres. Il s'agissait d'un gouvernement d’union nationale avec des membres de plusieurs partis politiques.
Voici la liste de celui-ci
- 1. Ministre d’État Chargé de la Prospective, du Développement et de l’Évaluation de l’action gouvernementale (MECPDEAP) : Irénée Pascal Koupaki
- 2. Ministre d’État Chargé de la Défense Nationale (MECDN) : Issifou Kogui N’Douro
- 3. Ministre de l’Intérieur et de la Sécurité publique (MISP) : Armand Zinzindohoué
- 4. Ministre de la Décentralisation, de la Gouvernance locale et de l’Aménagement du territoire (MDGLAAT) : Alassane Seidou[5]
- 5. Ministre des Affaires étrangères, de l’Intégration africaine, de la Francophonie et des Béninois de l’extérieur (MAEIAFBE) : Jean-Marie Ehouzou
- 6. Ministres de l’Économie et des Finances (MEF) : Soulé Mana Lawani
- 7. Ministres de l’Agriculture, de l’Élevage et de la Pêche (MAEP) : Roger Dovonou
- 8. Ministre de l’Industrie (MI) : Grégoire Akofodji
- 9. Ministre du Commerce (MC) : Christine Ouinsavi
- 10. Ministère chargé des Petites et Moyennes Entreprises et de la Promotion du Secteur privé (MPMEPSP) : Léandre Houage
- 11. Ministre de l’Énergie et de l’Eau (MEE) : Sacca Lafia
- 12. Ministre des Recherches Pétrolières et Minières (MRPM) : Barthélemy Kassa
- 13. Ministre de la Santé (MS) : Issifou Takpara
- 14. Ministre de l’Enseignement maternel et primaire (MEMP) : Félicien Zacharie
- 15. Ministre de l’Enseignement secondaire, de la Formation technique et professionnelle (MESFTP) : Bernard Lani Davo
- 16. Ministre de l’Enseignement supérieur et de la Recherche scientifique (MESRS) : François Abiola
- 17. Ministre du Travail et de la Fonction publique (MTFP) : Charles Kint Aguiar
- 18. Ministres des Sports et des Loisirs (MSL) : Valentin Houdé
- 19. Ministre de l’Artisanat et du Tourisme (MAT) : Mamata Bako épouse Djaouga
- 20. Ministre de la Famille et de la Solidarité (MFS) : Mamatou marie joe mèba bio épouse Djossou
- 21. Ministre de la Réforme administrative et institutionnelle (MRAI) : Joseph Ahanhanzo
- 22. Ministre de la Culture, de l’Artisanat et de la Promotion des langues nationales (MCAPLN) : Galiou Soglo
- 23. Ministre de l’Environnement et de la Protection de la nature : (MEPN) : Léon Comlan Ahossi
- 24. Ministre de la Jeunesse, de la Micro Finance et de l’Emploi des Jeunes et des Femmes (MJMFEJF) : Reckya Madougou
- 25. Ministre de l’Urbanisme, de l’Habitat, de la Réforme foncière et de la Lutte contre l’érosion côtière (MUHRFLEC) : François Gbénoukpo Noudegbessi
- 26. Garde des Sceaux, ministre de la Justice, de la Législation et des Droits de l’Homme, porte–parole du gouvernement (GS/MJLDH/PPG) : Victor Topanou
- 27. Ministre chargé des Relations avec les Institutions (MCRI) : Zakari Baba Body
- 28. Ministre délégué auprès du président de la République, chargé de la Communication et aux Technologies de l’Information et de la Communication (MDCCTIC/RP) : Désiré Adadja
- 29. Ministre délégué auprès du président de la République, chargé des Transports terrestres, des Transports aériens et des Travaux publics (MDCTTATP/PR) : Nicaise Fagnon
- 30. Ministre délégué auprès du président de la République, chargé de l’Économie maritime, des Transports maritimes et des Réformes portuaires (MDCEMTMRP/PR) : Issa Badarou-Soulé